# Salmagundi Club

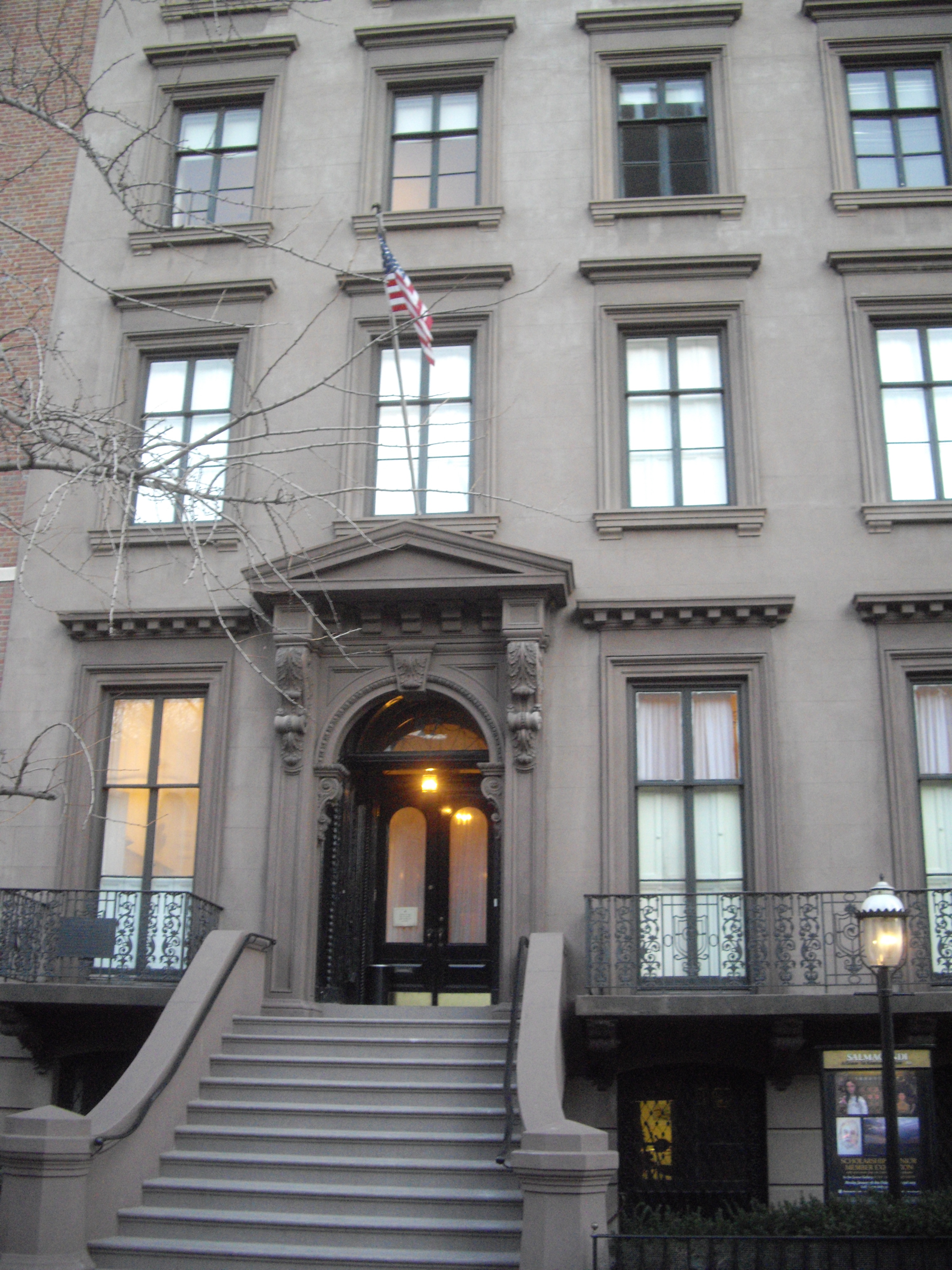
Salmagundi Club, 5th Avenue 47, Manhattan; NYC Landmark No. 0009

Der Salmagundi Club, gelegentlich auch als Salmagundi Art Club bezeichnet, ist ein 1871 gegründetes Zentrum für bildende Kunst im Stadtteil Greenwich Village in Manhattan, New York City. Seit 1917 befindet sich der Club in der Fifth Avenue 47. Im Jahr 2021 zählt der Club rund 1.100 Mitglieder.
Im Laufe seines Bestehens hat sich der Salmagundi Club als Zentrum für bildende Kunst, Künstler und Sammler etabliert und bietet Kunstausstellungen, Kunstkurse, Künstlervorführungen, Kunstauktionen und viele andere Veranstaltungen an. Er ist auch ein Sponsor des Coast Guard Art Program (kurz: COGAP) der US-Küstenwache.

## Geschichte
Der Salmagundi Club wurde 1871 gegründet und hieß ursprünglich New York Sketch Class und später New York Sketch Club. Er hatte seine Anfänge am östlichen Rand von Greenwich Village im Broadway-Atelier des Bildhauers Jonathan Scott Hartley, wo sich eine Gruppe von Künstlern, Studenten und Freunden der National Academy of Design, die sich damals an der Ecke Fourth Avenue und 23rd Street befand, wöchentlich am Samstagabend traf.
Im Januar 1877 änderte der Club offiziell seinen Namen in The Salmagundi Sketch Club.
Der Name wurde entweder auf das kulinarische Gericht Salmagundi zurückgeführt, welches die Gruppe seit ihren Anfängen servierte (bezeichnet im jakobinischen England einen Eintopf oder ein Ragout; bzw. im kolonialen Amerika einen aus verschiedenen Zutaten zusammengestellten Salat) oder auf Washington Irvings satirische Zeitschrift Salmagundi.
Die Organisation wuchs rasch und bezog Unterkunft in einer Reihe von angemieteten Gebäuden, darunter in der 121 Fifth Avenue, der 49 West 22nd Street, der 40 West 22nd Street und schließlich in der 14 West Twelfth Street, wo sie 22 Jahre lang blieb.
Im April 1917 erwarb der Club nach dreijähriger Suche das im italienischen Stil erbaute Brownstone-Stadthaus von Irad und Sarah Hawley aus dem Jahr 1853 in der Fifth Avenue 47 zwischen der East Eleventh und der East Twelfth Street für 100.000 Dollar und errichtete für 20.000 Dollar einen zweistöckigen Anbau auf der Rückseite, in dem die Kunstgalerie und ein Billardzimmer untergebracht werden sollten. An der Einweihungsfeier am 5. Februar 1918 nahmen mehr als 500 Personen teil.
Im Jahr 1918 führte der Club eine landesweite Initiative zur Herstellung von Entfernungsmessern an, die bei der Ausbildung von Kanonieren im Ersten Weltkrieg Anwendung fand. Der Club stellte die Leinwand und die Materialien zum Malen für diese speziellen Bilder (englisch Range-finder painting) zur Verfügung.
Im Jahr 1969 wurde das Gebäude von der Denkmalpflege der New York City Landmarks Preservation Commission zum Wahrzeichen der Stadt erklärt. 1975 wurde es in das National Register of Historic Places aufgenommen.

## Mitgliedschaft
Der Salmagundi Club war in seinem ersten Jahrhundert ein reiner Männerclub, obwohl Kunstwerke von Frauen akzeptiert und gelobt wurden. Ein Schwesterclub für Künstlerinnen, der Pen and Brush Club, wurde 1894 gleich um die Ecke von Salmagundi gegründet. Salmagundi nimmt seit 1973 auch Frauen als Mitglieder auf.
Zu den Mitgliedern des Salmagundi Clubs gehörten u. a. Ralph Albert Blakelock, James Wells Champney, William Merritt Chase, John Henry Dolph, Charles Dana Gibson, Childe Hassam, Ernest Martin Hennings, John LaFarge, Howard Pyle, Norman Rockwell, Augustus Saint-Gaudens, Louis Comfort Tiffany, J. Alden Weir und Stanford White.
Ehrenmitglieder waren u. a. Paul Cadmus, Winston Churchill, Buckminster Fuller und Al Hirschfeld.

„Um Geld für die wachsende Clubbibliothek zu sammeln, wurden 1894 Künstler eingeladen, Keramikbecher zu verzieren, die dann von Charles Volkmar, dem Töpfer des Clubs, gebrannt wurden. Der Club veranstaltete ein Abendessen mit anschließender Versteigerung der fertigen Tassen… Im Laufe der Jahre wurden viele verzierte Tassen an den Club zurückgegeben und sind zusammen mit der größten Sammlung gebrauchter Künstlerpaletten in Amerika in der Bibliothek ausgestellt.“

Der Kuratoriumsausschuss von Salmagundi ist für die Pflege der ständigen repräsentativen Kunstsammlung von Salmagundi verantwortlich, die rund 1.800 Werke von den 1840er Jahren bis heute umfasst, darunter Gemälde, Skulpturen, Objekte und Arbeiten auf Papier von früheren und heutigen Künstlermitgliedern.
Die Sammlung besteht aus Ankaufspreisen für Ausstellungen, Ankaufspreisen für Wettbewerbe, sowie aus Schenkungen von Künstlern und Nachlässen.
Die Werke werden ständig im Stadthaus gewechselt und sind das ganze Jahr über in Live- und Online-Ausstellungen zu sehen.

## Clubpräsidenten
| Clubpräsident               | Amtszeit  |
| --------------------------- | --------- |
| Joseph Hartley              | 1871–1889 |
| George W. Maynard           | 1888–1889 |
| Charles Yardley Turner      | 1883–1889 |
| Thomas Moran                | 1893–1896 |
| W. Lewis Fraser             | 1896–1897 |
| Alexander Theobald Van Laer | 1897–1898 |
| Robert C. Minor             | 1898–1899 |
| Alexander Theobald Van Laer | 1899–1900 |
| George H. McCord            | 1900–1901 |
| George Inness Jr.           | 1901–1903 |
| J. Scott Hartley            | 1903–1905 |
| Alexander Theobald Van Laer | 1905–1908 |
| Henry B. Snell              | 1908–1910 |
| Frank Knox Morton Rehn      | 1910–1911 |
| Carleton Wiggins            | 1911–1913 |
| Charles Vezin               | 1913–1914 |
| F. Ballard Williams         | 1914–1919 |
| Emil Carlsen                | 1919–1920 |
| J. Massey Rhind             | 1920–1922 |
| Hobart Nichols              | 1922–1924 |
| W. Granville-Smith          | 1924–1926 |
| Franklin De Haven           | 1926–1929 |
| Bruce Crane                 | 1929–1933 |
| Louis Betts                 | 1933–1935 |
| George Elmer Browne         | 1935–1937 |
| Frederick W. Hutchinson     | 1937–1939 |
| Gordon Grant                | 1939–1941 |
| George Lober                | 1941–1944 |
| Frederick K. Detwiller      | 1944–1946 |
| Henry O' Connor             | 1946–1947 |
| Silvio B. Valerio           | 1947–1949 |
| Percy Albee                 | 1949–1953 |
| Russell Rypsam              | 1953–1955 |
| Henry Laussucq              | 1955–1957 |
| Junius Allen                | 1957–1959 |
| A. Henry Nordhausen         | 1959–1963 |
| Francis Vandeveer Kughler   | 1963–1966 |
| Martin Hannon               | 1966–1970 |
| John N. Lewis               | 1970–1976 |
| Martin Hannon               | 1976–1977 |
| Raymond R. Goldberg         | 1977–1979 |
| Richard Clive               | 1979–1981 |
| Carl L. Thomson             | 1981–1983 |
| Ruth B. Reininghaus         | 1983–1987 |
| Edward A. Brennan           | 1987–1990 |
| Kenneth W. Fitch            | 1990–1991 |
| Robert Volpe                | 1991–1994 |
| Richard C. Pionk            | 1994–2007 |
| Claudia Seymour             | 2007–2013 |
| Robert Pillsbury            | 2013–2019 |
| Elizabeth Spencer           | 2019–2021 |